# ジミー・バフェット

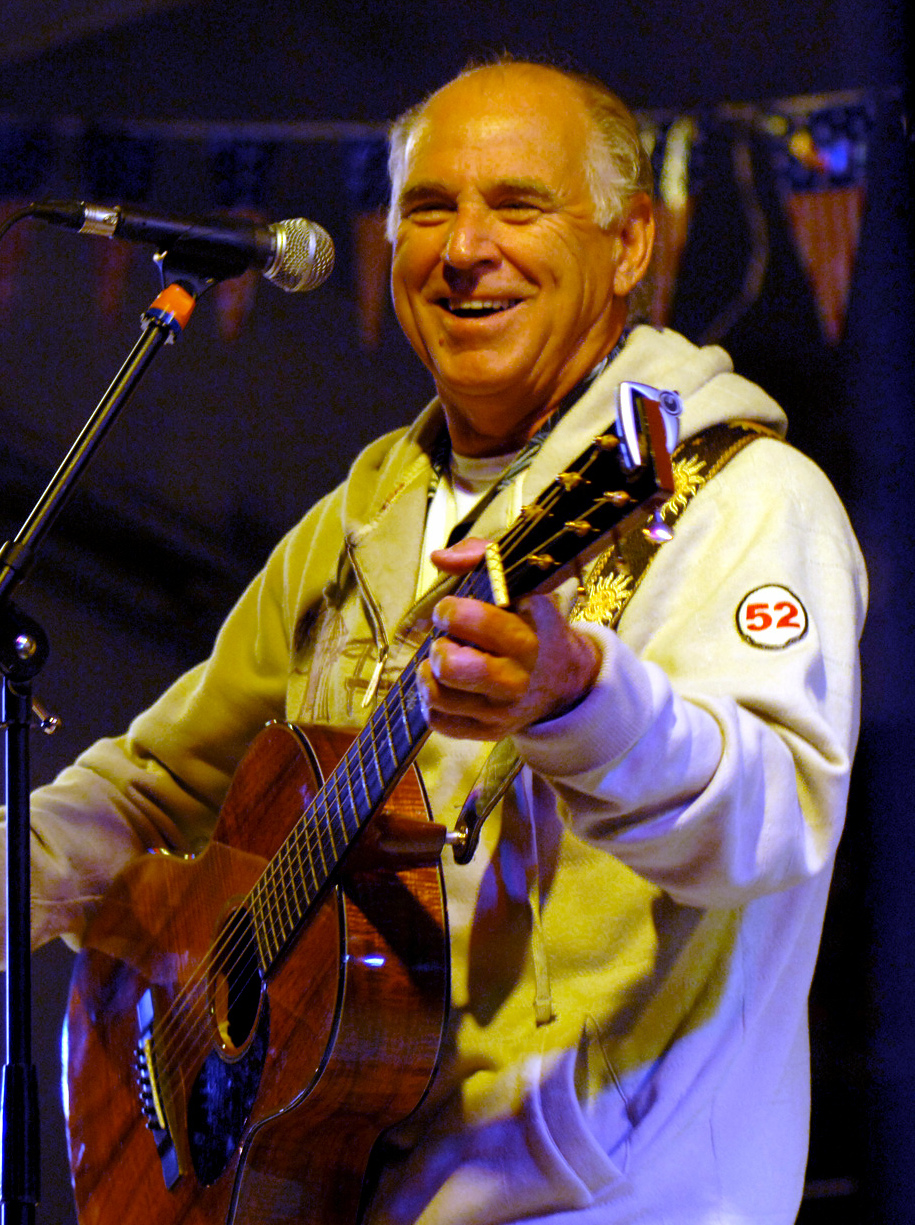
ジミー・バフェット

ジミー・バフェット（Jimmy Buffett, 1946年12月25日 - 2023年9月1日）は、アメリカ合衆国の「アイランド・エスケーピズム」ライフスタイルと音楽で最も有名な歌手、作曲家、作家、映画監督。
ミシシッピ州パスカグーラ出身。本名ジェームズ・ウィリアム・バフェット（James William Buffett）。

## 人物
代表曲には"Margaritaville"、"Come Monday"、"Parrotheads"など。彼のバンドはコーラル・リーファー・バンドとして知られる。
音楽面以外での経歴として、ベストセラー作家であり、代表作である歌から名付けられた2つのレストラン、「チーズバーガー・イン・パラダイス」と「マルガリータヴィル」が有名。ジミーバフェットのマルガリータビルと名づけられたカフェ・レストランはラスベガスなどのアメリカやメキシコ、カリブなどに多数、店舗展開。また、OSI Restaurantパートナー（アウトバック・ステーキハウスの生みの親）とパラダイス・レストランのコンセプトのもと、「チーズバーガー・イン・パラダイス」（現在は閉店）を共同開発した。
妻のジェーンとの間に2人の娘、サバンナ・ジェーンとサラ・デレーニー、息子キャメロン・マーリーがいる。
アメリカの大実業家、ウォーレン・バフェットとは同姓だが血縁関係はない。しかし互いの関係は良好であった。

## 来歴
ジェームズ・デレーニーJ.D.バフェットJr.とメアリー・ロレーン・ピーツ・バフェットの息子として生まれ、モービル湾の東部岸に育つ。1964年、アラバマ州モービルで、マギル研究所高校（現在のMcGill-Toolen Catholic High School）を卒業。ミシシッピ州のHattiesburgにあるオーバーン大学と南部ミシシッピ大学で学び、1969年に歴史学士号を授与。この大学時代にギターを演奏し始める。
オーバーン大学のSigma Pi（ΣΠ）フラタニティ社交クラブの仮メンバーであったがイニシエーションを受ける前に大学を去り、南部ミシシッピ大学ではフラタニティ社交クラブ Kappa Sigma（ΚΣ）に引き入れられた。彼は、モービルのスプリングヒルカレッジで、最初の妻Margie Washichekと結婚した。大学卒業後は、テネシー州ナッシュビルのビルボード・マガジンの通信員として数年間働いた。

## 音楽
1960年代後半、カントリー・アーティストとしてにテネシー州ナッシュビルで音楽のキャリアをスタート。1970年には最初のアルバム『Down to Earth』をレコーディングする。この頃、バフェットはニューオリンズで観光客のためにストリートパフォーマンスをしている所をしばしば発見されている。1971年11月には、カントリーミュージック歌手、ジェリー・ジェフ・ウォーカーに連れられて、キーウェストへストリートパフォーマンスに出かけた。その後、彼はキーウェストへ引っ越し、現在知られているような、あくせくせずにビーチで過ごす人物像を確立していった。
以後、バフェットはカントリー、ロック、フォーク、カリプソ、ポップスなどの音楽に、南国をテーマにした歌詞を組み合わせ、「ガルフ・アンド・ウエスタン」（トロピカル・ロック）と呼ばれるサウンドを生み出して行く。
バフェットの3枚目のアルバムは、1973年の『A White Sport Coat and a Pink Crustacean』である。1976年には『Havana Daydreamin'』を、1977年には『Changes in Latitudes, Changes in Attitudes』がリリースされ、中の曲「マルガリータヴィル」がブレークスルーとなるヒットを記録した。
1980年代の間に、バフェットは彼のコンサート・ツアーからアルバムよりはるかに多くの利益をあげ、コンサートの人気者として知られるようになった。彼はその後の20年の間にアルバムを次々にリリースするとともに、本の著作や商品開発にも手をひろげた。1985年に、バフェットはキーウェストで小売店「Margaritaville」を開き、1987年には『Margaritaville Cafe』をオープンした。

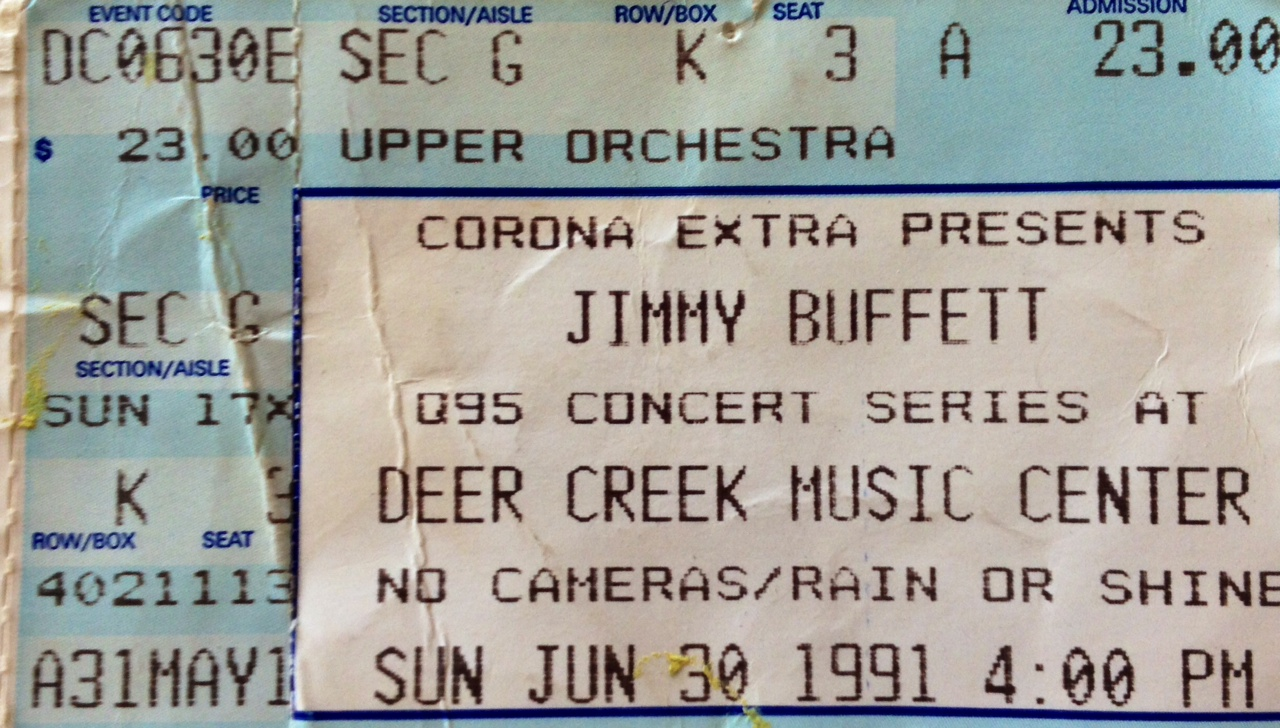
ジミーバフェットのコンサートチケット、1991

1997年、バフェットは小説家のハーマン・ウークとコラボレーションして、ウークの小説をベースにしたミュージカル『Don't Stop the Carnival』を制作したが、ポール・サイモンの『ザ・ケープマン』の失敗を受けて、ブロードウェイはこの作品にほとんど関心を示さなかったので、フロリダ州マイアミで6週間だけ公演が行われた。1998年にはこのミュージカルのサウンドトラックをリリースした。
2003年、カントリー歌手のアラン・ジャクソンとデュエットで共演した。その"It's Five O'Clock Somewhere"は、カントリーチャートのNo.1に立った。
2004年にアルバム、License To Chillが7月13日にリリースされ、ニールセン・サウンドスキャンによる発表では発売一週間で238,600枚が売れ、バフェットの30年にわたる経歴で、初めてビルボードのポップアルバムチャートのNo.1に立った。この年、マサチューセッツ州ボストンのフェンウェイ・パークでコンサートを行う2人目のミュージシャンになった。
2005年9月、バフェットはイリノイ州シカゴの本拠地リグレー・フィールドでコンサートを行う初のミュージシャンになった。
2006年8月、アルバム"Take The Weather With You"をリリース。このアルバムに収録されている "Breathe In, Breathe Out, Move On"は2005年に発生したハリケーンカトリーナの生存者に敬意を表した曲である。同アルバムの収録曲 "Silver Wings" の演奏は、M・ハガードへのトリビュートとして制作された。"Whoop De Doo"ではマーク・ノップラーと共演している。
バフェットが発売した30枚以上のアルバムのうち、2007年10月現在、彼は8つのゴールド・アルバム、9つのプラチナムまたはマルチ・プラチナム・アルバムを獲得した。
2003年、カントリー・ミュージック・アソシエーション・アワード(CMA)をアラン・ジャクソンと競演した"It's 5 O'clock Somewhere"で初めて受賞した。2007年、アラン・ジャクソンとジョージ・ストレイトと競演した"Hey Good Lookin"がCMAのEvent of the Year Awardにノミネートされた。
2023年4月12日、「Margaritaville」が永久保存録音物として全米録音資料登録簿へ登録されることがアメリカ議会図書館より発表された。また2024年4月21日には、米国・Rock & Roll Hall Of Fameより、2024年度『ロックの殿堂 ミュージカル・エクセレンス・アワード』に選出された。

## 作家
バフェットは、3作のNo.1ベストセラーを書いた。Tales from MargaritavilleとWhere Is Joe Merchant?両作品とも、ニューヨーク・タイムズのベスト・フィクション・リストで、7ヵ月以上ヒットした。また、A Pirate Looks At Fiftyはニューヨーク・タイムズのベストセラー・ノンフィクションリストですぐさまNo.1となった。これは歴史上で、フィクションとノンフィクション両方No.1に輝いた7人のうちの著者の1人となった。これを達成したその他の人物は、アーネスト・ヘミングウェイ、ジョン・スタインベック、ウィリアム・スタイロン、アービング・ウォーレス、ドクター・スースとミッチ・アルボムの6人。
長女サバンナ・ジェーン・バフェットと、バフェットも2冊の子供向け本をリリースしている。ジョリー・マンデーとトラブル・ドールズを共同で書いた。元のハードカバーでは、物語を読んでいるバフェットとサバンナのカセットテープが含まれていた。ジョリー・マンデーではバフェットとマイケル・アトリにより書かれた原譜が付いた。彼の最新作の本A Salty Piece of Landは2004年11月30日にリリースされた。そして、初版本では同タイトルのDVDシングルが同梱された。この作品は、リリース後すぐにニューヨーク・タイムズのベストセラーとなった。

## テレビ、映画
バフェットは、2006年の映画Hoot共同製作のウィル・シュライン監督の指示によってCarl Hiassen作の本に基づいてサウンドトラックを書いた。映画は商業的に大失敗に終わった。つかの間の1993年、CBSテレビシリーズJohnny Bagoのテーマ曲を書いて演奏した。そのうえ、バフェットはいくつかの出演をした。それは、Repo Man、Hook、カッブ、コンゴとFrom the Earth to the Moonを含んだ。彼が映画音楽を書いたRancho Deluxeでは、そして、FMの彼自身として出演をした。
伝えられるところではバフェットは映画『パイレーツ・オブ・カリビアン』でのキラリと光るブラック・パールのカース役を出演オファーされたが、断わりました。

## 実業家
2006年、バフェットはランド・シャーク・ラガーと呼ばれているマルガリータヴィル Brewingラベルの下で、彼自身のビールを生産するために会社をつくっているアンホイザー－ブッシュとともに、協力プロジェクトを起こした。ビール瓶のラベルは、サメひれが特徴となっている。
2007年6月、ハラス・エンターテインメントと協力して、ミシシッピ州ビロクシ（パスカグーラの彼の出身地から遠くない）でマルガリータヴィル・カジノ&リゾートを建設する計画を発表した。2010年春に完成する予定で、全798室、フルサービスのスパ、カバーナによるプール/デッキ域と熱帯に造園に従事することを特徴としている。
マルガリータヴィルとチーズバーガー・イン・パラダイス・レストラン、マルガリータヴィル・カジノ&リゾートに頼っていたが、ランドシャークラージャーとともにバフェットは、マルガリータヴィル・テキーラ、マルガリータヴィル・シュリンプとマルガリータヴィル・フットウェアを認可した。
2006年のローリング・ストーン誌の記事によると、バフェットは歴史上7番目にお金持ちのロックスターと発表された。2006年単独で、彼のシアター形式のコンサート・ツアーは4,100万ドル以上を稼ぎ、マルガリータヴィル・レストランと店は1,500万ドル以上を稼いだ。そして、彼のシリウス・サテライト・ベンチャーでは、バフェットは1ドル～2.50ドルの、標準と比較して売られる記録につき5ドルまで印税を得た。

## 慈善活動
彼は多くの慈善事業に関与していた。1981年に、the Save the Manatee Clubはバフェットと前フロリダ州知事ボブ・グラハムによって創設された。このクラブは世界の主要な海牛維持運動。1989年、法律は「海牛を保存する」ことが食器を認可するととても自己紹介されるフロリダ州で可決され、資金を海牛保存のために確保した。
「Singing for Change」基金は、最初にバフェットの1995年のコンサート・ツアーの収入によって資金を供給され、3つの主な地域で補助金を地元の慈善団体に提供している。特権を剥奪されたグループのための子供たちと家族原因、環境と原因。
2004年11月23日、バフェットはフロリダ州オーランドで行われた彼の"Surviving the Storm"ハリケーン救済コンサートで、340万ドルを集めた。
4つの大きなハリケーン・カトリーナに影響を受けたフロリダ州、アラバマ州とカリブ海でハリケーンの犠牲者に安心を与えるため1年で彼が50万ドルをハリケーン・カトリーナ基金に寄付した。そのうえ、多くのParrotheadクラブ活動は慈善事業に集中している。しかし、バフェットは彼らと直接親密にはならない。

## 死去
2023年9月1日にロングアイランドのサッグ・ハーバーで死去。76歳没。死因は4年間闘病してきた「メルケル細胞がん」という稀な皮膚がんである。

## 作品

### アルバム
- 1970年　　Down to Earth
- 1971年　　High Cumberland Jubilee Barnaby Acoustic
- 1973年　　A White Sport Coat and a Pink Crustacean Dunhill
- 1974年　　Living & Dying in 3/4 Time Dunhill
- 1974年　　A1A Dunhill
- 1975年　　Rancho Deluxe United Artists Movie soundtrack
- 1976年　　Havana Daydreamin' ABC
- 1977年　　Changes in Latitudes, Changes in Attitudes ABC
- 1978年　　Son of a Son of a Sailor ABC
- 1978年　　You Had To Be There
- 1979年　　Volcano
- 1981年　　Coconut Telegraph
- 1981年　　Somewhere Over China
- 1983年　　One Particular Harbour
- 1984年　　Riddles In The Sand
- 1985年　　Last Mango in Paris
- 1985年　　Songs You Know By Heart
- 1986年　　Floridays
- 1988年　　Hot Water
- 1989年　　Off To See The Lizard
- 1990年　　Feeding Frenzy
- 1992年　　Boats, Beaches, Bars & Ballads
- 1992年　　Before The Beach Compilation of Down to Earth & High Cumberland Jubilee
- 1993年　　Margaritaville Cafe Late Night Menu  Compilation of various artists including Jimmy Buffett
- 1994年　　Fruitcakes
- 1995年　　Margaritaville Cafe Late Night Gumbo  Compilation of various artists including Jimmy Buffett
- 1995年　　Barometer Soup
- 1996年　　Banana Wind
- 1996年　　Christmas Island
- 1998年　　Biloxi
- 1998年　　Don't Stop The Carnival
- 1998年　　American Storyteller Laserlight
- 1998年　　A Pirates Treasure
- 1999年　　Beach House on the Moon
- 1999年　　Calaloo Margaritaville Records Limited Edition
- 1999年　　There's Nothing Soft About Hard Times Madacy
- 1999年　　Buffett Live - Tuesdays, Thursdays, Saturdays
- 2002年　　Far Side Of The World Mailboat
- 2003年　　Meet Me In Margaritaville: The Ultimate Collection
- 2003年　　Live in Auburn, WA
- 2003年　　Live In Las Vegas, NV
- 2003年　　Live In Mansfield, MA
- 2003年　　Live In Cincinnati, OH
- 2004年　　License to Chill
- 2005年　　Live In Hawaii
- 2005年　　Live In Fenway Park
- 2005年　　Now Yer Squawkin Recall Compilation of Down to Earth & High Cumberland Jubilee
- 2006年　　“Hoot” Official Motion Picture Soundtrack Mailboat Features Five Newly Recorded Songs
- 2006年　　Take The Weather With You
- 2007年　　Live At Texas Stadium With George Strait And Alan Jackson

## コンサート・ツアー
- 1976年　　A Pink Crustacean Tour
- 1978年　　Cheeseburger in Paradise Tour
- 1979年　　You Had to Be There / Volcano Tour
- 1980年　　Coconut Telegraph Tour
- 1980年　　Homecoming Tour
- 1984年　　Feeding Frenzy Tour
- 1985年　　Last Mango in Paris Tour
- 1986年　　World Tour of Florida
- 1987年　　A Pirate Looks At Forty Tour
- 1988年　　Cheap Vacation Tour
- 1988年　　Hot Water Tour
- 1989年　　Off To See The Lizard Tour
- 1990年　　Jimmy's Jump Up Tour
- 1991年　　Outpost Tour
- 1992年　　Recession Recess Tour
- 1993年　　Chameleon Caravan Tour
- 1994年　　Fruitcakes Tour
- 1995年　　Domino College Tour
- 1996年　　Banana Wind Tour
- 1997年　　Havana Daydreamin' Tour
- 1998年　　Don't Stop The Carnival Tour
- 1999年　　Beach House On The Moon Tour
- 2000年　　Tuesdays, Thursdays, Saturdays Tour
- 2001年　　A Beach Odyssey Tour
- 2002年　　Far Side of the World Tour
- 2003年　　Tiki Time Tour
- 2004年　　License To Chill Tour
- 2005年　　A Salty Piece Of Land Tour
- 2006年　　Party At The End Of The World Tour
- 2007年　　Bama Breeze Tour
- 2008年